# Владислав Волков
Владислав Николаевич Волков е съветски космонавт. Бординженер на Союз 11 и първия в света екипаж на космическа орбитална станция. Загива трагично при разхерметизация на спускаемия апарат на кораба малко преди приземяването му.

## Биография
Роден на 23 ноември 1935 година в Москва. През 1953 г. след завършванетото на 212-о московско средно училище постъпва в Московския авиационен институт „Серго Орджоникидзе“. Едновременно със следването в института се записва в аероклуб, успешно минава курс на обучение и получава удостоверение за летец-спортист.
През 1959 г. завършва института и постъпва на работа в ОКБ-1 (Конструкторското бюро на Сергей Корольов). Участва в създаването на много образци космическа техника, в това число космическите кораби Восток и Восход.
В 1966 г. е зачислен в отряда на космонавтите. Преминава пълния курс на подготовка за полети на корабите тип Союз.

## Космически полети
От 12 до 17 октомври 1969 г., извършва своя първи космически полет в качеството на бординженер на космическия кораб Союз 7. Полетът продължава 4 дни 22 часа 40 минути 23 секунди. След него продължава подготовка си в отряда на космонавтите за полети на космическите кораби Съюз и орбиталната космическа станция Салют. Влиза в състава на дублиращия екипаж за полета на космическия кораб Союз 10 (април 1971 г.).
От 6 до 29 юни 1971 г. извършва своя втори космически полет в качеството на бординженер на космическия кораб Союз 11 и орбиталната космическа станция Салют-1. При пребиваването си на борда на орбиталната станция, Волков се занимава с изпробване и работа с нейните бордови системи, а също и с провеждането на научните експерименти. Полетът продължава 23 дни 18 часа 21 минути 43 секунди. При завръщането си на Земята екипажът на космически кораб Союз-11 загива в резултат на внезапно разхерметизиране на кабината с космонавтите. За 2 рейса в космоса Волков лети общо 28 дни 17 часа 2 минути 6 секунди.

## Отличия
- Орден „Ленин“ (2 пъти)
- Герой на Съветския съюз, 1969
- Герой на Съветския съюз (посмъртно), 1971
- Златен медал „Константин Циолковски“ на Академията на науките на СССР.
- Почетен гражданин на градовете: Калуга, Байконур, Караганда.

На него са именувани: Кратер на Луната, малката планета 1790 Volkov, улици в много руски градове, научноизследователският кораб „Космонавт Владислав Волков“ Издигнат е бронзов бюст на космонавта в Москва.